# 20 mai 1977
Le vendredi 20 mai 1977 est le 140e jour de l'année 1977.

## Naissances
- Angela Goethals, actrice américaine
- Carmen Brussig, judokate handisport allemande
- Chad Muska, skateur professionnel américain
- Eric Jamili, boxeur philippin
- Guillaume Bouchède, acteur français
- Katie Cullen, cycliste britannique
- Leo Franco, footballeur argentin
- Mathieu Blin, joueur français de rugby à XV
- Matt Czuchry, acteur américain
- Matthias Lang, sportif et cavalier et kinésithérapeute
- Najeh Braham, footballeur tunisien
- Paweł Baraszkiewicz, céiste polonais
- Raffaele de Gregorio, footballeur néo-zélandais
- Ramona Brussig, judokate handisport allemande
- René Benko, entrepreneur et investisseur autrichien
- Sanaa Al-Shalan, universitaire et écrivaine jordanienne
- Sanna Stén, avironneuse finlandaise
- Serghei Rogaciov, footballeur moldave
- Silvano Macaluso, compositeur, musicien et chanteur belge
- Stefan Georgiev, skieur alpin bulgare
- Stirling Mortlock, joueur de rugby australien
- Tiger Tyson, acteur américain
- Vesa Toskala, joueur de hockey sur glace finlandais
- Xabi San Martín, pianiste et choriste espagnol

## Décès
- Tokusaburō Dan (né le 15 août 1901), écrivain et journaliste japonais

## Événements
- Dernier voyage du mythique train l'Orient-Express vestige de la Belle époque au départ de la gare parisienne de Lyon vers Istanbul[1].
- Premier épisode de la série télévisée Allez la rafale !
- Création de la station de radio québécoise CITE-FM
- Sortie de l'album In the City du groupe The Jam
- Sortie du film franco-suisse Les Indiens sont encore loin

- Sortie du film belge News from Home
- Création du Parti républicain en France
- Sortie de l'EP Spot the Pigeon de Genesis_
- Début du Tour d'Italie 1977